# Vetulonia
Vetulonia is een plaats (frazione) in de Italiaanse gemeente Castiglione della Pescaia.

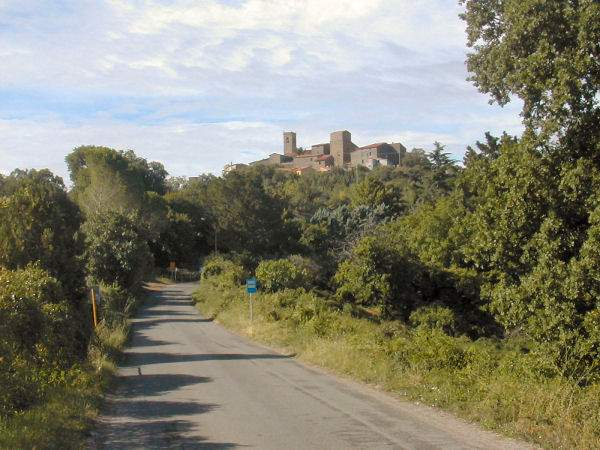
Zicht op Vetulonia

Er is elke vrijdag een markt